# Schweizerischer Militär-Sanitäts-Verband
Der Schweizerische Militär-Sanitäts-Verband (SMSV, französisch: Société Suisse des Troupes Sanitaires, SSTS) ist eine anerkannte Rettungsorganisation des Schweizerischen Roten Kreuzes (SRK) und beauftragter Verband der Schweizer Armee für freiwillige militärische vor- und außerdienstliche Tätigkeiten im Sanitätswesen. Als älteste Freiwilligen-Rettungsorganisation der Schweiz fördert der SMSV den Einsatz von Freiwilligen im Rettungs- und Sanitätswesen und vermittelt Laien das notwendige Wissen, um rasch und richtig Nothilfe zu leisten.
Der Schweizerische Militär-Sanitäts-Verband wurde 1881 von Ernst Möckli (1856–1905) gegründet. Der gelernte Schuhmacher und Feldweibel stammte aus Basadingen im Kanton Thurgau, wurde jedoch in Lausanne geboren und wuchs dort auf. Nach dem Tod seines Vaters 1873 übernahm er mit 17 Jahren das Schuhmachergeschäft und führte es zwei Jahre lang weiter. Später zog er nach Bern, wo er in einer Werkstatt für orthopädische Schuhe arbeitete und zum Geschäftsführer aufstieg. 1893 wechselte er in die Bundesverwaltung als «fachmännischer Gehülfe in der Fussbekleidungsbranche des eidg. Oberkriegskommissariats». Möckli verstarb am 22. April 1905 in Tenero (Tessin) im Alter von nicht einmal 50 Jahren an einer schweren Lungenerkrankung.
Die Gründung des SMSV entstand aus Möcklis Überzeugung, dass die damalige fünfwöchige Rekrutenschule nicht ausreichte, um Sanitätssoldaten angemessen auszubilden. Daher schlug er vor, den Soldaten eine ausserdienstliche Fortbildungsmöglichkeit zu bieten. Im November 1880 wurde der erste Militärsanitätsverein in Bern gegründet, mit Ernst Möckli als Präsidenten. Im darauffolgenden Jahr entstanden auf seine Initiative fünf weitere Sektionen: Aarau, St. Gallen, Basel, Zürich und Luzern.
Ein bedeutender Meilenstein in der Geschichte des SMSV war die Organisation des ersten Samariterkurses am 25. Mai 1884 in Bern. Dieser von Dr. Robert Vogt geleitete Kurs richtete sich an Zivilpersonen und legte den Grundstein für die systematische Erste-Hilfe-Ausbildung in der Schweiz. Damit gilt der SMSV als Wegbereiter der Samariterbewegung (Samariter Schweiz) in der Schweiz.
Seit 1982 ist der SMSV eine Mitgliedorganisation des Schweizerischen Roten Kreuzes und engagiert sich im Rahmen des koordinierten Sanitätsdienstes.

## Organisation und Struktur
Der SMSV fungiert als Dachverband von 31 regionalen Militär-Sanitäts-Vereinen (MSV) in der Deutsch- und Westschweiz, darunter auch eine Jugendsektion. Diese regionale Verankerung ermöglicht ein dezentrales Leistungsangebot in der Ersten Hilfe, während die Verbandsführung zentral und in enger Zusammenarbeit mit Partnern erfolgt.
Liste mit allen Militär-Sanitäts-Vereinen in alphabetischer Reihenfolge (nicht vollständig, Stand Mai 2025)
1. MSV Aarau (AG)
2. MSV Aare Nord-Süd (AG)
3. MSV Altdorf (UR)
4. MSV Bern Mittelland (BE)
5. MSV Birscek (BL)
6. MSV Churer Rheintal (GR)
7. MSV Emmenbrücke (LU)
8. MSV Frauenfeld (TG)
9. MSV Herisau (AR)
10. MSV Kandertal (BE)
11. MSV Liestal (BL)
12. MSV Medical Team Mutschellen (AG)
13. MSV Muotathal (SZ)
14. MSV Oberaargau (BE)
15. MSV Oberrindal und Umgebung (SG)
16. MSV Oberwallis (VS)
17. MSV RESCUEteam Thun (BE)
18. STS Riviera (VD)
19. MSV Schwyz (SZ)
20. MSV Simme (BE)
21. MSV Zug (ZG)
22. MSV Zulgtal (BE)
23. MSV Zürich (ZH)
24. STS Broye-Lac (FR)
25. STS Chablais (VD/VS)
26. STS Erguel – Jura Bernois (BE)

Aktuell zählt der Verband rund 2004 Mitglieder, die sich freiwillig und ehrenamtlich engagieren. Im Jahr 2024 leisteten die freiwilligen Mitglieder insgesamt 491.562 Einsatzstunden (Stand November 2024).
Die Organisation wird durch einen Zentralvorstand (ZV) geführt, der per Ende 2023 aus 11 Mitgliedern bestand. Ein «Kernteam», bestehend aus dem Zentralpräsidenten, dem Vizezentralpräsidenten und dem Zentralkassier, trägt die Verantwortung für die effiziente und effektive Führung des Verbandes.

## Aktivitäten und Aufgaben

### Ausbildung im Bereich Erste Hilfe
Zu den Kernaufgaben des SMSV gehört die ausserdienstliche Aus- und Weiterbildung von Angehörigen der Armee und des Rotkreuzdienstes sowie von Zivilpersonen im Bereich der Laienrettung. Der Verband setzt Standards für die in den Vereinen angebotenen Bevölkerungskurse und legt Wert auf kompetente und qualifizierte Ausbilderinnen und Ausbilder, die über fundierte Fachkenntnisse in Erster Hilfe verfügen.
Der SMSV führt eigene Kaderausbildungen durch, die den hohen Qualitätsanforderungen in der Lebensrettung entsprechen und stellt die Einhaltung gesetzlicher Normen und Zertifizierungsvorgaben anerkannter Fachgremien sicher.

### Sanitätsdienst
Der Verband und seine Mitgliedsvereine leisten Sanitätsdienste bei verschiedenen Veranstaltungen. Dies umfasst sowohl die selbständige Sicherstellung des Sanitätsdienstes bei regionalen, kleineren Veranstaltungen als auch Unterstützung bei größeren, überregionalen Anlässen. Als beauftragter Verband der Schweizer Armee unterstützt er deren Einsätze bei Veranstaltungen von eidgenössischer Tragweite.
Die regionalen Vereine, wie beispielsweise der MSV aargauSüd, leisten jährlich rund 850 Einsatzstunden in Erster Hilfe bei verschiedenen Sport-, Kultur-, Musik- und privaten Events.

### Jugendarbeit
Mit besonderem Engagement widmet sich der SMSV der Jugendarbeit. Ziel ist es, Jugendliche für die Laienrettung zu begeistern und sie nachhaltig als Freiwillige zu gewinnen.
Ein zentrales Element dieser Arbeit ist das jährlich stattfindende Ausbildungslager AULA für Jugendliche zwischen 13 und 22 Jahren, das grosser Beliebtheit geniesst. Diese vordienstliche Sanitätsausbildung dient auch als Vorbereitung für die Rekrutenschule.

## Ausbildungsangebote
Der SMSV bietet ein breites Spektrum an Aus- und Weiterbildungen im Bereich der Ersten Hilfe an, darunter:

### Grundlegende Erste-Hilfe-Kurse
- Nothilfekurse: Obligatorisch für Führerausweiserwerbende, IVR-zertifiziert
- BLS-AED-SRC Kurse: Schulung in korrekter Herzmassage und Einsatz von Defibrillatoren
- First Aid Stufen 1–3 IVR: Umfassendere Erste-Hilfe-Ausbildung nach IVR-Standards
- Kindernotfallkurse: Speziell für Personen, die Kinder betreuen

### Spezialisierte Ausbildungen
- Taktische:r Rettungsassistent:in SMSV®: Ausbildung für lebensrettende Sofortmaßnahmen in ausserordentlichen Bedrohungslagen
- Kurse «Erste Hilfe auf der Strasse»: CZV-Kurse für Berufschauffeure im Rahmen deren obligatorischer Weiterbildung
- Firmenkurse: Individuell angepasste Kurse für Betriebe, Praxen und Vereine

### Ausbildung von Ausbildnern
- Grundausbildungslehrgang (GAL): 14-tägige Ausbildung zum «Ausbildner:in SMSV», aufgeteilt in 7 Module über mehrere Wochenenden[9]
- Methodik und Didaktik für Ausbildner sowie fachspezifische Schulung
- Nach erfolgreichem Abschluss Befähigung zum Unterrichten von Kursen bis zur First Aid Stufe 2 IVR